# Муиззу, Мохамед
Мохамед Муиззу (мальд. މުހައްމަދު މުއިއްޒު; род. 15 июня 1978, Мале, Мальдивы) — мальдивский политик, президент Мальдивской республики с 17 ноября 2023 года. Он долгое время был министром жилищного строительства и исполняющим обязанности мэра Мале, прежде чем был выдвинут кандидатом от Народного национального конгресса на президентских выборах Мальдив 2023 года, на которых он победил действующего президента Ибрагима Мохамеда Солиха.

## Образование
Получив степень бакалавра и магистра в области строительного проектирования в Лондонском университете, он получил степень доктора философии в области гражданского строительства в Университете Лидса.

## Политическая карьера
Мохамед Муиззу начал свою политическую карьеру в 2012 году, когда он вступил в должность министра жилищного строительства и окружающей среды во время правления президента Вахида в качестве члена партии Адаалат. Впоследствии, после президентских выборов 2013 года, он продолжал занимать пост министра в администрации президента Абдуллы Ямина, сохраняя свою должность главы Министерства жилищного строительства и окружающей среды, которое позже было реструктурировано и переименовано в Министерство жилищного строительства и инфраструктуры во время его пятилетнего срока полномочий.
Муиззу получил известность благодаря своему ключевому участию в надзоре за несколькими важными инфраструктурными проектами, в первую очередь знаменитым мостом Синамале. Этот замечательный мост служил жизненно важным связующим звеном, связывающим столицу Мале с международным аэропортом Велана на Хулуле и простирающимся дальше к запланированному новому городу Хулхумале.
За период с 2013 по 2018 год под его руководством было успешно реализовано множество инфраструктурных инициатив, включая строительство многочисленных гаваней, причалов, парков, мечетей, общественных зданий, спортивных сооружений и дорог. Муиззу также известен за внедрение современных технологий асфальтирования улиц Мале, отход от традиционной брусчатки и внедрение современных норм строительства и технического обслуживания, которые поныне (по состоянию на 2023 год) применяются на практике.
В 2019 году Мохамед Муиззу взял на себя решающую руководящую роль в оппозиционной Прогрессивной партии Мальдив (ППМ) в качестве вице-президента партии и главы избирательного департамента.
В 2021 году он участвовал в выборах мэра столицы и одержал решительную победу, победив кандидата от правящей партии. Летом 2023 года Мохамед Муиззу, занимая должность мэра столицы Мальдив, заявил, что будет бороться за пост президента страны.

## Президент
После заключения в тюрьму лидера оппозиции Абдуллы Ямина Муиззу был выдвинут кандидатом в президенты Народным национальным конгрессом, входящим в состав оппозиционной коалиции. Его кандидатом на пост вице-президента является член парламента Хусейн Мохамед Латиф. В первом туре президентских выборов на Мальдивах 2023 года он набрал наибольшее количество голосов, набрав 46,06% от общего числа поданных голосов, и прошёл во второй тур, состоявшийся 30 сентября 2023 года.
Во втором туре уверенно был избран президентом. 17 ноября 2023 года он был приведён к присяге в качестве восьмого президента Мальдивской Республики — и 5-го, избранного демократическим путём.